# AL-41

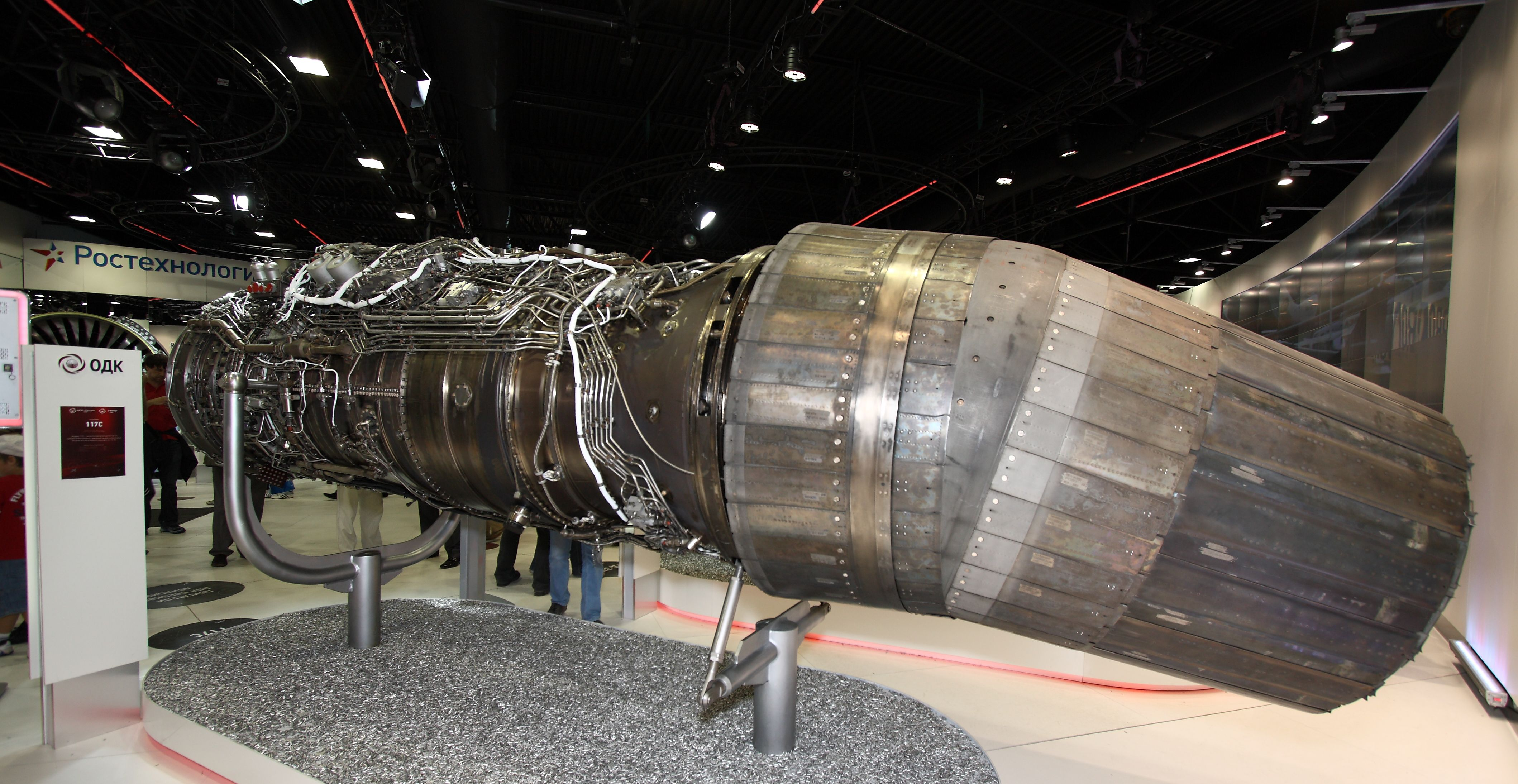
2011년 국제 항공 우주 살롱에 전시된 AL-41

AL-41(АЛ-41)은 러시아에서 개발된 군용 터보팬 엔진으로, 과거 소련의 장비 명칭이 여러차례 중복되어 붙여졌던 것처럼 두 가지 엔진에 붙여졌다. 우선 먼저 등장한 NPO 새턴 AL-41( НПО «Сатурн» АЛ-41)은 률카 실험설계국(ОКБ им. А. М. Люльки)에서 만들어낸 가변 바이패스비 터보팬 엔진으로, 구소련 시절 개발이 시작되어 미완성으로 그친 미코얀 프로젝트 1.44(Микоян МиГ-1.44)를 만든 MFI(МФИ / Многофункциональный Фронтовой Истребитель : 다목적 최전선 전투기) 프로그램이 요구하고 있던 초음속 순항 능력을 갖게끔 특별히 고안되어 만들어졌었다. 서방 군사 평론을 대표하는 제인 연감은 이 시제 엔진의 성능을 미국제 제네럴 일렉트릭 YF-120 엔진이 고성능 전술 전투기 엔진 프로그램에서 제식으로 채택된 YF-119 엔진에 패배한 것처럼 최종 평가 단계에서 탈락된 제품으로 규정하고 있다. MFI 프로그램이 예산 부족으로 취소된 이후 Su-27 플랭커(Су-27)를 개량하여 실전에 배치된 수호이 Su-35(Су-35)와 그 다음 세대의 스텔스 전투기인 수호이 Su-57(Су-57)의 동력으로 이용된 엔진에도 AL-41F1(АЛ-41Ф1)이란 명칭이 붙여졌다.

## 설계 및 개발
냉전이 한창이던 1982년에 소련에서는 극비리에 차세대 터보팬 엔진의 개발 사업이 이즈델니예 20(Изделие 20)이란 위장 명칭으로 시작되었다. 몇 년 후 완성된 최초의 프로토타입 엔진은 소비에트 방공군의 초음속 요격기 MiG-25 폭스배트(Микоян МиГ-25ПД)에 탑재되어 시험비행을 했다. 이 엔진은 미코얀 프로젝트 1.44용으로 개발되어 28대의 엔진이 완성됐지만 야심적인 계획으로 만들어진 이 시제 전투기가 채용이 취소되면서 시제품 단계를 넘어서지 못하고 그대로 잊혀지게 된다.
그러나 이때 붙여진 AL-41이란 명칭은 수호이가 개발해낸 다목적 전투기 Su-35와 초기형 Su-57에 동력을 공급하기 위해 사용된 엔진에 붙여졌는데, 이즈델니예 117(Изделие 117)로 불린 이 엔진은 AL-31(АЛ-31) 엔진을 대규모로 수정하고 개량을 더한 모델이었던 탓에 AL-41F1(АЛ-41Ф1 : 이즈델니예 117)과 AL-41F1S(АЛ-41Ф1С : 이즈델니예 117S)로 구분되어 명명된다. 그렇다고 먼저 만들어진 엔진과 과거의 명칭이 다시 붙여진 두 엔진이 처음부터 끝까지 완전히 다른 것은 아니며, 어느 정도 구조의 동질성을 공유하고 있다. 냉전 시대에 먼저 만들어진 오리지널 AL-41의 일부 기술은 이즈델니예 117과 117S 엔진에 상당 부분 참고가 되고 일부는 같은 부품도 있다고 하는데 아직은 정보 부족으로 개량의 범위가 어느 정도인지에 관해서 전모가 밝혀지지 않고 있다.

AL-41F 엔진의 코어가 AL-31의 코어를 기반으로 만들어졌으나 미코얀 프로젝트 1.44와 동일한 이즈델니예 20의 파생형으로 간주되지는 않는다. 이 명칭은 엔진이 AL-41F의 예상 사양 중 일부에 접근하기 때문에 붙여진 것으로, 기동성의 대폭적인 향상을 위해 3D 추력변향 노즐을 옵션으로 장착할 수 있다는 점도 눈에 띈다. 그밖에 성능적인 면에서 오리지널은 최대 추력이 18톤에 달할 만큼 고추력이었으나 연비에 문제가 있었지만, 다시 만들어진 AL-41은 14~14.5톤으로 최대추력을 억제한 대신 밀리터리 추력과 연비의 향상, 그리고 부품에 새로 도입한 신소재들로 인하여 엔진 수명도 서방제 엔진과 필적할 수준까지 끌어올려졌다.

## 기본 제원
형식 : 군용 터보팬 제트 엔진
길이 : 4,990 mm
직경 : 1,280 mm
건조 중량 : 1,500 kg
최대 추력 : 14,500 kg
터빈 입구 온도 : 1,642°C
추력 대 중량비 : 10.5~11:1

## 같이 보기
- 프랫 & 휘트니 F119
- XF9